# Kaito Uesugi
Kaito Uesugi (japanisch 上杉 海斗 Uesugi Kaito; * 2. Juni 1995 in Sakai) ist ein japanischer Tennisspieler.

## Karriere
Uesugi spielte seine ersten Profiturniere 2014 auf der ITF Future Tour. Im selben Jahr spielte er außerdem in Yokohama sein erstes Turnier auf der ATP Challenger Tour, der nächsthöheren Turnierkategorie. Ende des Jahres stand er erstmals in der Weltrangliste. In den beiden Folgejahren spielte er nur wenige Turniere und blieb in der Rangliste außerhalb der Top 1000. 2017 schaffte er erste Erfolge zu erzielen, als er beim Challenger in Yokohama nach zwei Siegen gegen Top-200-Spieler das Viertelfinale erreichte, wo er Tatsuma Itō unterlag. Darüber hinaus gewann er im Doppel seinen ersten Titel auf der Future Tour. Dadurch stand er Ende 2017 im Einzel auf Platz 751 und im Doppel auf Platz 651.
2018 schaffte der Japaner eine weitere Steigerung. Im Einzel erreichte er sein erstes Future-Finale und stand im August mit Rang 650 auf seinem Karrierehoch. Im Doppel konnte er abermals in Yokohama sein erstes Challenger-Halbfinale im Doppel erreichen. Zudem gewann er zwei weitere Futures, sodass er im Oktober 2018 auf Platz 363 stand, seinem Bestwert. In der Folgewoche kam er dank einer Wildcard in Tokio zu seiner Premiere auf der ATP World Tour. Dort verlor er an der Seite von Yoshihito Nishioka in seiner Auftaktbegegnung. Im August erreichte Uesugi bei den Asienspielen im Doppel und Mixed jeweils die Bronzemedaille.

## Erfolge
| Legende (Anzahl der Siege)  |
| Grand Slam                  |
| ATP World Tour Finals       |
| ATP World Tour Masters 1000 |
| ATP World Tour 500          |
| ATP World Tour 250          |
| ATP Challenger Tour (2)     |

### Doppel

#### Turniersiege
| Nr. | Datum           | Turnier | Belag     | Partner            | Finalgegner                             | Ergebnis          |
| --- | --------------- | ------- | --------- | ------------------ | --------------------------------------- | ----------------- |
| 1.  | 5. August 2023  | Porto   | Hartplatz | Toshihide Matsui   | Rithvik Choudary Bollipalli Arjun Kadhe | 6:75, 6:3, [10:5] |
| 2.  | 8. Februar 2025 | Chennai | Hartplatz | Shintarō Mochizuki | Saketh Myneni Ramkumar Ramanathan       | 6:4, 6:4          |